# Dobrovolný záchranář
Dobrovolný záchranář je osoba, která je připravena poskytnout pomoc při záchraně lidí, zvířat, majetku a dalších hodnot. Veškerou tuto činnost dobrovolný záchranář poskytuje bez nároku na honorář, či jakoukoliv jinou odměnu. Dobrovolný záchranář je připraven poskytnout součinnost složkám Integrovaného záchranného systému a plně respektuje jejich pokyny.
Dobrovolný záchranář průběžně zdokonaluje své znalosti a schopnosti a zároveň dbá na svou fyzickou kondici.  

## Organizace
Dobrovolní záchranáři jsou zpravidla sdružováni ve specializovaných organizacích. V České republice působí několik organizací, které se věnují přípravě dobrovolných záchranářů. Tyto organizace se věnují soustavné přípravě dobrovolných záchranářů, zajišťují jim základní vybavení a případně ustavují specializované týmy či jednotky. Jedná se například o tyto organizace:
-
- Czech SAR Team
- Český červený kříž -
- Horská služba -
- Dobrovolná záchranná služba -
- Vodní záchranná služba
- Akademie dobrovolných záchranářů ČR, z.s.
- Asociace dobrovolných záchranářů -
- Svaz dobrovolných záchranářů Otrokovice

Databázi dobrovolných záchranářů ze všech organizací vede Dobrovolná záchranná služba.  
Dobrovolní záchranáři se také mnohdy podílejí na přípravě obyvatelstva na zvládání mimořádných situací a pořádají kurzy první pomoci.   
Na dobrovolné záchranáře se automaticky nevztahuje ustanovení zákona č. 198/2002 Sb. o dobrovolnické službě.